# Romain Pitau
Romain Pitau (Douai, 8 agosto 1977) è un allenatore di calcio ed ex calciatore francese, di ruolo centrocampista.

## Biografia
Il padre Eric-Victor Pitau fu un hockeista su prato che partecipò alle Olimpiadi del 1972 a Monaco di Baviera.

## Carriera

### Giocatore

#### Lens
Cresce calcisticamente a Thumeries, prima di passare nel 1992 al club della sua cittadina d'origine, ovvero l'SC Douai. Nel 1994, a 17 anni, viene notato dal Racing Club de Lens che lo aggrega al proprio settore giovanile. Tre anni più tardi sottoscrive il suo primo contratto e nella stagione 1997-1998 scende in campo due volte con la maglia del Lens, togliendosi pure la soddisfazione di laurearsi nella stessa annata campione di Francia coi sangue-oro.

#### Créteil
Nel 1998 lascia il Lens per approdare al Créteil, squadra di terza divisione con cui trova più opportunità di scendere in campo. A fine campionato il club si piazza secondo in classifica ed è promosso quindi in Division 2.

#### Nizza
Dopo tre stagioni al Créteil, nel 2001 Pitau si accorda col Nizza, club di seconda serie che a fine stagione centra la promozione in Ligue 1. Il giocatore ha modo di disputare da titolare due stagioni in massima serie con la compagine nizzarda, compresa un'esperienza europea nella Coppa Intertoto 2003.

#### Sochaux
Nell'agosto 2004 lascia la Costa Azzurra per trasferirsi al Sochaux con cui firma un contratto quadriennale. A Montbéliard Pitau rimarrà cinque stagioni, offrendo le migliori prestazioni in carriera. Nell'ottobre 2006 prolunga il contratto di un altro anno e a fine stagione trionfa in Coppa di Francia.

#### Montpellier
Per la stagione 2009-2010 viene acquistato dal Montpellier, neopromosso in Ligue 1, con disputa un'ottima annata terminata al quinto posto. Nel 2011 il club raggiunge la finale di Coppa di Lega, mentre nella Ligue 1 2011-2012 vince uno storico campionato, il secondo in carriera per Pitau dopo quello vinto col Lens nel 1998. Il centrocampista rimane anche la stagione seguente, ritirandosi nel 2013 a 36 anni.

### Allenatore
Appena terminata la carriera da giocatore, Pitau rimane al Montpellier, sua ultima squadra da calciatore, diventando allenatore della compagine under-14. Nel 2017 passa alla squadra riserve, mentre nel 2021 è allenatore in seconda sempre del Montpellier.

## Palmarès

### Club

#### Competizioni nazionali
- Campionato francese: 2

Lens: 1997-1998
Montpellier: 2011-2012
- Coppa di Francia: 1

Sochaux: 2006-2007